# 玉龙镇 (仁寿县)
玉龙镇，原为玉龙乡，是中华人民共和国四川省眉山市仁寿县曾经下辖的一个镇。2019年12月，撤销玉龙镇，将其所属行政区域划归富加镇管辖。

## 行政区划
玉龙镇撤销前下辖以下地区：
公议村、茨芭村、雷鸣村、兴隆村、大山村、围墙村和欢家村。